# Marina Mehlinger
Marina Mehlinger (* 2. November 1976 in Mainz) ist eine deutsche
Theater- und Fernsehschauspielerin.
Marina Mehlinger spielte bereits auf einigen Theaterbühnen. Zudem wirkte sie in den Spielfilmen Lava und Flashback – Mörderische Ferien mit. Sie spielte von 1997 bis 2000 die Rolle der Milli Sander in der Soap Verbotene Liebe. 2001 und 2005 trat sie für jeweils eine Folge als Gast erneut in der Serie auf.